# 手紙 (THE BOOMの曲)
「手紙」（てがみ）は、日本の音楽グループであるTHE BOOMが1995年12月13日に発表した17枚目のシングル。

## 解説
テレビ朝日系列『ミュージックステーション』のために書かれた曲で、1995年10月6日放送の同番組で初披露された。
ポエトリーリーティング調の曲でありMVは宮沢和史が監督。そのMVは終始モノクロであり、宮沢の十数個のコスプレを拝見できる（女装、SMプレイなどといったものまで）。
アルバム『TROPICALISM -0°』には、「手紙(DOWN TO TRIP MIX)」と題されたリミックス・ヴァージョンが収録。同アルバムが2005年に再発された際に、シングル・ヴァージョンもボーナス・トラックで収録。
音楽評論家でロッキング・オン社の社長・渋谷陽一は、本楽曲とレイジ・アゲインスト・ザ・マシーンを取り上げ、「半径5mのリアリティ」という評論を展開した。
カップリング曲「砂の岬」は、ブラジルのミルトン・ナシメントの楽曲に日本語詞をつけてカバーした。

## 収録曲
1. 手紙
作詞・作曲：宮沢和史
2. 砂の岬 Ponta de Areia
作詞：フェルナンド・ブラント、作曲：ミルトン・ナシメント
 日本語詞：国安真奈、宮沢和史